# Dekret o umocnieniu niemieckości

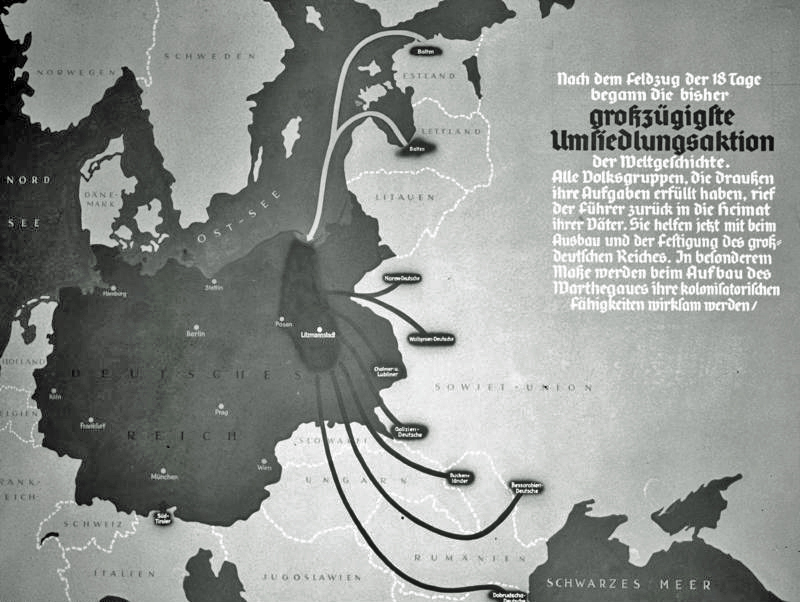
Lokalizacje, z których Hauptamt Volksdeutsche Mittelstelle przesiedlał volksdeutschów na teren Kraju Warty i Pomorza Nadwiślańskiego

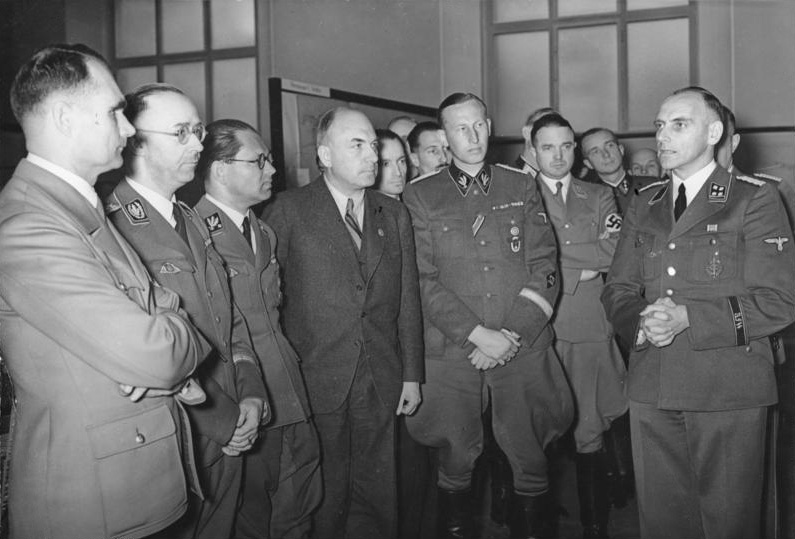
Konrad Meyer prezentuje wystawę „Planung und Aufbau im Osten” 1941. Od lewej stoją Rudolf Heß, Heinrich Himmler, Philipp Bouhler, Dr. Fritz Todt, Reinhard Heydrich, Erich Ehrlinger.

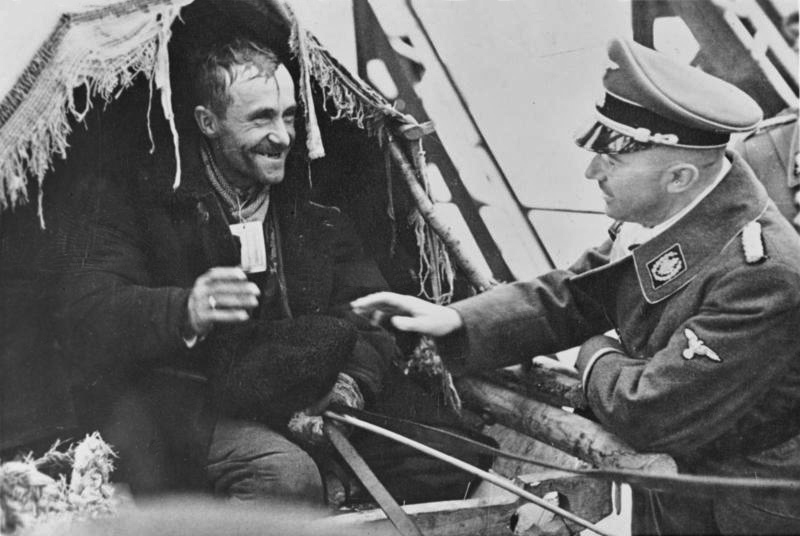
Niemiecki przesiedleniec z Galicji wschodniej osobiście witany przez Heinricha Himmlera

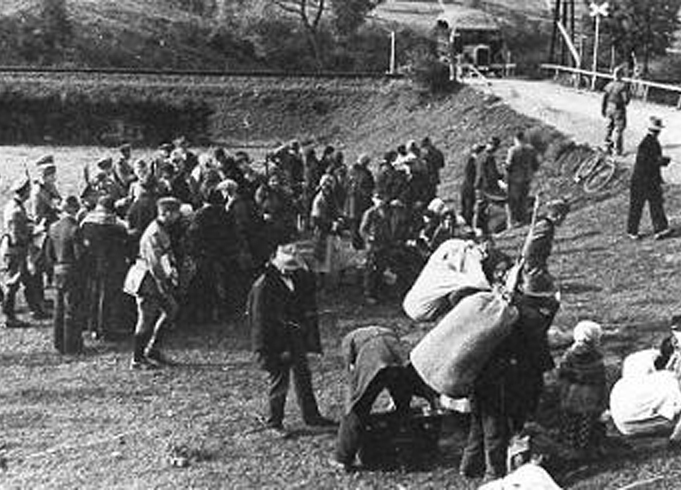
Polacy wysiedlani z żywieckiej wsi Dolna Sól w 1940 w czasie Aktion Saybusch

Dekret o umocnieniu niemieckości (niem. Erlaß des Führers und Reichskanzlers zur Festigung deutschen Volkstums) – niemiecki dekret Adolfa Hitlera z 7 października 1939 roku zapowiadający wielką germanizacyjną akcję przesiedleńczo-kolonizacyjną pod nazwą Heim ins Reich polegającą na sprowadzeniu w granice III Rzeszy ludności mającej niemieckie pochodzenie i mieszkających za granicą, tzw. Volksdeutschów.

## Historia
„(...) całą wschodnią i południowo-wschodnią Europę częściowo wypełniają odpryski niemieckiego narodu. Właśnie w tym leży powód i przyczyna następujących międzypaństwowych konfliktów. W epoce pryncypium narodowości i idei rasowej utopijna jest wiara, iż członkowie wysokowartościowego narodu mogą zostać zasymilowani. Zatem zadaniem perspektywicznego porządku europejskiego życia jest przeprowadzenie przesiedleń, aby tym sposobem zlikwidować część europejskiego podłoża konfliktów”. – Adolf Hitler (mowa wygłoszona w Reichstagu 6 października 1939 roku)

Jednym z deklarowanych przez Adolfa Hitlera celów wszczęcia II wojny światowej była ochrona rzekomo prześladowanej za granicą mniejszości niemieckiej; szczególnie tej mieszkającej w przedwojennej Czechosłowacji oraz w Polsce. Ochroną Niemców żyjących w tych krajach naziści motywowali konieczność aneksji ziem państw ościennych, a po jej przeprowadzeniu – dokonanie masowych wysiedleń rdzennej ludności oraz przesiedlenia na ich miejsce Volksdeutschów z zagranicy. Istotne znaczenie miała w tym wypadku również nazistowska ideologia poszukiwania „przestrzeni życiowej” tzw. Lebensraum, która głosiła potrzebę rozszerzenia granic III Rzeszy na wschód ze względu na przeludnienie Niemiec.
Tzw. Dekret o „umacnianiu niemieckości” wystosowany został przez Adolfa Hitlera 7 października 1939 roku po zakończeniu aneksji Polski. Stanowił on podstawę prawną do sprowadzenia do III Rzeszy ludności niemieckiego pochodzenia mieszkającej za granicą. Zapoczątkował on wielką akcję wysiedleńczo-kolonizacyjną, w wyniku której rozpoczęto wysiedlanie obywateli polskich oraz zasiedlanie opustoszałych terenów przez Volksdeutschów. Za przeprowadzenie akcji odpowiedzialny był personelnie Reichsführer-SS Heinrich Himmler, a realizowano ją w oparciu o kadry oraz agencje SS jak Hauptamt Volksdeutsche Mittelstelle, VOMI (pol. Główny Urząd ds. Niemców Etnicznych) oraz Reichskommissar für die Festigung deutschen Volkstums (pol. Komisariat Rzeszy do spraw Umacniania Niemczyzny).
Dekret wskazywał również osoby oraz instytucje odpowiedzialne za realizację akcji przesiedleńczej na terenach okupowanych niewcielonych do Rzeszy Niemieckiej, z których później utworzono Generalne Gubernatorstwo. W owym czasie na terenie okupowanej Polski funkcjonował Zarząd Wojskowy Wehrmachtu. Jako odpowiedzialnego za akcję wskazano w dekrecie szefa administracji tzw. „Ober-Ost”, którym był wtedy Hans Frank oraz podporządkowanych mu szefów administracji okupacyjnych okręgów wojskowych, którymi byli Albert Forster w okręgu Rzeszy Gdańsk-Prusy Zachodnie, Arthur Greiser w okręgu Rzeszy Kraj Warty oraz Arthur Seyss-Inquart w dystrykcie krakowskim.
Na podstawie dekretu powołany został Komisariat Rzeszy do spraw Umacniania Niemczyzny, na którego czele stanął Heinrich Himmler, a kierownikiem został SS-Gruppenführer Ulrich Greifelt. Planowaniem oraz logistyką przedsięwzięcia zajął się SS-Oberführer oraz prof. Uniwersytetu Humboldta w Berlinie Konrad Meyer-Hetling. Dokument umożliwiał rozpoczęcie szeregu akcji wysiedleńczych ludności polskiej i żydowskiej oraz wywożenie jej do obozów koncentracyjnych. W dalszej perspektywie przyczynił się również do utworzenia komisji przesiedleńczych, administrowanych przez wysokich funkcjonariuszy SS oraz tworzenia gett dla Żydów oraz szeregu przejściowych obozów przesiedleńczych dla repatriowanych Volksdeutschów oraz Polaków i Żydów.

## Treść dokumentu
W punkcie pierwszym dekretu władze III Rzeszy stawiały sobie za cel „sprowadzenie do Rzeszy tych Reichs- i Volksdeutschów mieszkających za granicą, których przewidziano do ostatecznego powrotu do kraju”. W drugim punkcie w zakamuflowanej formie zapowiedziano wysiedlenia rdzennej ludności zamieszkałej na danym terenie jako „zlikwidowanie szkodliwego wpływu takich narodowo obcych grup, które stanowią niebezpieczeństwo dla Rzeszy i niemieckiej wspólnoty”. Na wygospodarowanie terenów potrzebnych dla kolonistów dekret wskazywał ustawę o uzyskaniu ziemi dla potrzeb Wehrmachtu z dnia 29 marca 1935 roku, co wiązało się z wysiedleniem ludności mieszkającej do tej pory na tych terenach.
Dokument podpisali kanclerz III Rzeszy Adolf Hitler, przewodniczący rady ministrów feldmarszałek Hermann Göring, szef kancelarii rzeszy Hans Lammers oraz szef naczelnego dowództwa Wehrmachtu Wilhelm Keitel.

## Po wojnie
Po wojnie dokument został włączony jako dowód w akta procesów norymberskich pod sygnaturą „686-PS”.